# Hotel Kulm
L'hotel Kulm è un albergo di Sankt Moritz.

## Storia e descrizione
Nel 1855 Johannes Badrutt rilevò la gestione della pensione Faller, costituita da dodici stanze: qualche anno più tardi, nel 1858, acquistò la struttura, a cui diede il nome di Engadiner Kulm. Completamente rinnovato, nel 1864 fu il primo albergo di Sankt Moritz a essere aperto anche in inverno, dando via allo sviluppo della attività turistica invernale della zona, anche grazie al crescente flusso turistico inglese. Fu il primo albergo, nel 1878, in cui venne installata l'energia elettrica e contribuì, nel 1884, alla costruzione della Cresta Run, per le attività sportive invernali. Nel 1928 e nel 1948 ha ospitato le delegazione dei partecipanti rispettivamente dei II e V Giochi olimpici invernali.
L'albergo, il cui nome deriva dal latino culmen, ossia collina, è a cinque stelle, conta 164 tra camere e suite e fa parte della catena The Leading Hotels of the World. Si trova in prossimità della Cresta Run e della funicolare di Corviglia: ha vista sul lago di Sankt Moritz e sulle Alpi dell'Albula. Nel 2020 è stato protagonista di una puntata del programma televisivo della BBC Amazing Hotels: Life Beyond the Lobby.